# Magneto (banda)
Magneto es un grupo pop, una boy band, de origen mexicano. Debutaron el 14 de febrero de 1983 con la publicación de su primer LP Déjalo Que Gire a través del sello Melody (que luego fue absorbida por Fonovisa Records). Eddie, Xavier Fux, Alan, Pepe Ovadia y Elías Cervantes fue la alineación original de ese debut.
La banda alcanzó una gran y creciente popularidad entre 1988 y 1996. El éxito obtenido con la alineación de Elías Cervantes, Mauri Stern, Alex (Hugo de la Barreda), Alan Ibarra y Charlie, luego reemplazado por Tono Beltranena, con canciones como Vuela, vuela, Para siempre, Mira mira mira y La puerta del colegio los hizo merecedores de un Disco de Diamante por la placa Vuela, vuela; los llevó a participar exitosamente de la edición XXXIII Festival Internacional de la Canción de Viña del Mar y a ser los protagónicos del film Cambiando el destino.En octubre de 1995 esta alineación informó su despedida con una gira despedida a llevarse a cabo durante el año 1996. En 2001 hubo un reencuentro donde se presentaron, por cuestiones legales, con el nombre XMagneto. En 2009 la alineación más exitosa anunció su regreso a los escenario con una serie de presentaciones celebrando 25 años de su surgimiento.
En 2016 Magneto & Mercurio se reunieron para una gira de conciertos. En 2017 se integraron a la gira en conjunto Únete a la Fiesta con Mercurio, Kabah, Sentidos Opuestos y Mœnia entre otros. En 2018 se integraron al 90's Pop Tour, en el que participaron en su tercera etapa junto a OV7, Litzy, The Sacados, Caló, JNS, Kabah, Mercurio y Beto Cuevas. En 2021 regresaron a la cuarta etapa del 90's Pop Tour, esta vez junto a JNS, Erik Rubín, Sentidos Opuestos, Ana Torroja, Lynda, Kabah y Benny.

## Historia

### Déjalo que gire: el disco debut (1983)
El grupo juvenil fue creado por el productor Antonio Berumen, quien trabajaba, por aquellos días, en el sello  Cisne Raff. Xavier, Eddie, Alan, Pepe Ovadia y Elías Cervantes fueron los integrantes de la primera alineación del grupo mexicano que grabó con la dirección de Aníbal Pastor el disco debut Déjalo que gire que fue publicado por el sello Melody. El nombre fue elegido en la sesiones de estudios luego de una ocurrente intervención del ingeniero de sonido:

Un día en una de las sesiones de grabación, cuando iba a poner una cinta sobre una bocina, el ingeniero me dijo que no lo hiciera pues el MAGNETO lo borraría. Así corrimos al diccionario a buscar esa palabra fonéticamente atractiva que acabábamos de descubrir: MAGNETO.
Antonio Berumen

El primer corte del disco fue Déjalo que gire la adaptación que Aníbal Pastor hizo de la canción Beat It autoría de Michael Jackson, que le daba nombre al LP. Como lado B del sencillo la canción elegida fue En un rincón de mi ser.Para el debut televisivo en el programa Estrellas de los 80singresó Juan Botello en reemplazo de Eddie, quien fue sacado del grupo por sus padres.De este modo la alineación del grupo quedó con Xavier, Juan, Alan, Pepe Ovadia y Elías Cervantes.
Al año siguiente, 1984, fue publicado un EP con 6 de las canciones que integraron el larga duración: Yo cantare por ti, Te quiero sola, No te dejes caer, Déjalo que gire, El cascarón, En un rincón de mi ser.

### Tremendo: el segundo disco (1987)
La salida del segundo disco tuvo una demora considerable porque su anterior sello, Melody, había sido adquirida por Fonovisa Records, quien rechazó el tener a Magneto entre sus artistas.En ese proceso de búsqueda de sello y producción del disco dejaron el grupo Xavier, Alan y Marcos. Ingresaron brevemente durante esta época, Alfredo y Enrique, quienes abandonaron antes de que el segundo disco viera la luz.  Finalmente, en el año 1987 y con varios cambios en su alineación, Magneto publicó Tremendo, su segundo disco a través del sello IM Discos & Cassettes. Esta placa, mezclada en  La Ciénaga Records tuvo nuevamente a Aníbal Pastor en la producción, con arreglos de Elías Amabili y un arte de tapa con las fotografía de Salvador Ortega.Para esta producción la alineación que grabó, fueron:  Juan, Pepe Ovadia, Eduardo, Mauri Stern, Elías Cervantes.
Este disco tuvo como sencillos de difusión Suena tremendo,(una nueva adaptación del éxito que supo grabar Rocky Roberts en 1968, y que un grupo argentino con el nombre Tremendo había publicado en el año 1984),Adolescencia y Un amigo es. Cada uno de ellos contó con su videoclip promocional.Con este segundo disco aparecen por primera vez en el programa televisivo Siempre en domingo, conducido por Raúl Velazco. Gracias a las ventas de este disco obtienen por primera vez certificación como disco de oro.

### Todo está muy bien: el tercer disco (1988)
En 1988 con el sello IM Discos & Cassettes se publicó la tercera placa discográfica del grupo: Todo esta muy bien. El disco fue producido por Guillermo Gil y Juan Carlos Alonso Reyes. Con canciones compuestas por Luis Gómez-Escolar, Veni Vidi Vici y Carlos A. González, entre otros. El arte de tapa de la portada fue realizada con fotografía de Salvador Ortega. En ella se muestra a los integrantes lavando un automóvil rojo con capota blanca. Al momento de ingresar al estudio de grabación, Juan, Eduardo y Marcos, quienes habían abandonado la agrupación, fueron reemplazados por Danny y Carlos.De esta forma, para esta producción la alineación que grabó, fueron:  Danny, Carlos, Pepe Ovadia, Mauri Stern, Elías Cervantes.
Los sencillos de esta placa fueron Todo esta muy bien y Soy un soñador, una adaptación de una canción de Neil Diamond. Durante la etapa promocional Danny tuvo un accidente jugando futbol americano que lo terminó dejando fuera de la alineación. Para su reemplazo fue seleccionado Alex (Hugo de la Barreda).

### 40 Grados: el cuarto disco. El contrato con CBS (1989)
En 1989 Magneto logra un gran salto al firmar con el sello CBS. Con esta discográfica se publicó la cuarta producción musical: 40 Grados. El disco fue producido por Javier Lozada. Esta placa incluyó un dueto con Angélica Vale en la canción Las palabras y una adaptación del clásico del rock and roll Proud Mary con el título Tu mejor amigo.Los sencillos de esta placa fueron Tu mejor amigo, 40 grados y Obsesionado. 
Pepe Ovadia y Carlos quienes habían grabado en el disco anterior, se retiraron. Por lo cual se buscaron los reemplazos, para la nueva producción. Para la grabación de esta producción ingresan Charlie y Alan Ibarra. De este modo queda la alineación  con la que Magneto conoció la fama internacional:  Alan Ibarra, Charlie, Alex (Hugo de la Barreda), Mauri Stern y Elías Cervantes.

### Vuela, vuela: el quinto disco y el despegue internacional (1991)
En el año 1991 se produce el salto de Magneto al plano internacional con su quinto disco Vuela, vuela. Grabado en los estudios Trak y mezclado en Musigrama, ambos en Madrid entre enero y febrero de ese año, fue producido por Alberto Estébanez.  Según el sitio Discogs el trabajo discográfico tiene al menos 28 versiones entre los formatos LP, LP Picture Special Edition (vinilo impreso con imagen), CD y casete distribuidas en México, Costa Rica, Colombia, Venezuela, Ecuador, Perú, Bolivia, Chile, Argentina, Estados Unidos y España. En este último país la producción se certificó como disco de oro por la venta de 50 mil placas. Es llamativo que tanto las versiones en LP como en CD no llevaron el título Vuela, vuela en la portada, en algunos casos tampoco en la cara del disco y/o CD, pero si en las versiones en casete. Otra rareza es que Epic publicó en formato casete, para México,  el trabajo discográfico con un identificatorio que alude a que la banda era auspiciada por Coca-Cola con la leyenda "Refresco oficial de la música".
El arte de tapa del álbum, con fotografía de Alejandro Cabrera, se hizo con la alineación de Alan Ibarra, Charlie, Alex (Hugo de la Barreda), Mauri Stern y Elías Cervantes, quienes posan bajando de un helicóptero en el helipuerto del Hyatt Regency México City (antes hotel Nikko) en la Ciudad de México.
El primer sencillo elegido para difusión del disco, fue la misma canción que le dio nombre a la placa discográfica: Vuela, vuela.  Esta canción es una adaptación al español del éxito francés Voyage, voyage un hit que hiciera famosa la cantante pop Desireless en el año 1986. La canción original es autoría de Dominique Albert Jacques Dubois y Jean-Michel Rivat y fue adaptada al español por Mikel Herzog.Aunque esta canción tuvo la oposición del grupo, que no quería grabarla, funcionó convirtiéndose en el principal hit de la banda, al punto que en el año 2018, la revista Billboard incluyó a la canción Vuela, Vuela en el puesto n.° 72, dentro de las 100 canciones de Boys Band más grandes de todos los tiempos, elogiandola de modo tal, que la consideró mucho más enérgica y transportadora que la canción original.
Este disco tuvo un total de 7 videos clips promocionales. Lo que da una idea acabada del impacto comercial y la recepción que tuvo esta placa. Las canciones  fueron Vuela, vuela; Para siempre; La puerta del colegio; Hey campeón; Déjame estar a tu lado; Reza por mi; Mira, mira, mira.El video del primer sencillo fue filmado en el mismo lugar donde se realizaron las tomas para el arte de tapa, con ellos bailando en el helipuerto y con tomas aéreas realizada desde helicópteros.Este video fue nominado en la cuarta edición de los Premios Lo Nuestro del año 1992 en la categoría Video del año. Gracias a la fama obtenida con esta placa en esa premiación logró el Premio en la categoría al Nuevo Artista Pop del Año.
Gracias a este disco, lograron disco de Diamante en Chile, y su participación el 12 de febrero de 1992, en el XXXIII Festival Internacional de la Canción de Viña del Mar Esa noche interpretaron para la audiencia de la Quinta Vergara las canciones 40 grados, Para siempre, Un popurrí, Tu mejor amigo y Vuela, Vuela. Esa noche lograron como reconocimiento La Antorcha de Plata.
Por las ventas obtenidas, Vuela, vuela logró diversas certificaciones de disco de Oro, Platino y Diamante:
- Estados Unidos disco de platino.
- Guatemala disco de platino.
- Panamá disco de platino.
- Honduras disco de platino.
- Nicaragua disco de platino.
- El Salvador disco de platino.
- Perú disco doble de platino.
- Chile disco doble de platino.
- Colombia disco de oro.
- Ecuador disco de oro.
- Bolivia disco de oro.
- Argentina disco de oro.
- Uruguay disco de oro.
- Paraguay disco de oro.
- España disco de oro.
- Paraguay disco de oro.
- México disco de diamante.

### Cambiando el destino: Magneto se vuelve cinematográfico (1992)
En el año 1992 se estrena en cines Cambiando el destino film protagonizado por el quinteto mexicano Magneto. Escrita y dirigida por Gilberto de Anda, producida por Gabriela Aragón y protagonizada por Elías Cervantes, Mauri (Marcos Stern Chernovetzky), Alex (Hugo de la Barreda) y Alan (Erick Ibarra). También participaron en el film Rita Macedo, Rositas Arenas, Evita Muñoz (fue su último largometraje) y Ernesto Laguardia. Esta cinta de 90 m. fue producida por Televecine S.A. de C.V. Con una banda de sonido a cargo de Carlos Lara, Cambiando el destino se convirtió en el sexto trabajo discográfico de la banda mexicana. Contó con 12 canciones, incluyendo la canción que le da título al film y al disco, escrita por el propio Carlos Lara.

### Más: El séptimo trabajo discográfico y 10 años de vida como grupo (1993)
En el año 1993 se publicó la séptima placa discográfica de Magneto: Más. Esta placa fue producida por Alberto Estébanez y distribuida por Sony Music Entertainment México, Epic y Columbia. Según el sitio Discogs La placa fue editada en México, Colombia, Ecuador, Perú, Chile, Argentina, España y Estados Unidos, en formato LP, casete y CD.El arte de tapa incluyó una sesión de fotos que se realizó en Cancún.
Con 11 canciones, incluyó nuevamente la canción Cambiando el destino, publicada en el disco anterior. El primer sencillo de esta canción fue Sugar, Sugar adaptación de la canción que fuera un éxito de la serie animada The Archies, escrita por Jeff Barry y Andy Kim.
Las canciones Angie (Charly), MI amada, Como Pega El Son (La Salsa Del Destino), sueño por sueño también fueron sencillos de difusión de este disco.
Por las ventas obtenidas, a poco de salir esta producción logró certificación de disco de Oro  Al mismo tiempo, Antonio Berumen narró en el libro Magneto siempre que la compañía discográfica Sony Music, les entregó la certificación de doble disco de diamante por haber superado las 2 millones de copias vendidas en todo el continente:

La compañía de discos preparó un cóctel para nosotros y editó un compendio con 3 discos en las cuales se resume la historia musical del grupo. Nuestra sorpresa fue cuando nuestro querido Raúl Velázquez, director de Sony Music, nos llamó al estrado para entregarnos un Doble Disco de Diamante, lo cual significa dos millones de copias vendidas a lo largo del continente.
Antonio Berumen

El mismo año de salida de su séptimo trabajo discográfico, Magneto cumplió 10 años de existencia como grupo musical. Exactamente el 14 de febrero. Para festejarlo hicieron una serie de presentaciones en el Auditorio Nacional donde además de la alineación actual, Alan Ibarra, Charlie, Alex (Hugo de la Barreda), Mauri Stern y Elías Cervantes, estuvieron presentes los exintegrantes Juan, Pepe, Danny y Carlos.

### Tu Libertad: el octavo disco (1994)
El álbum Tu libertad es el octavo y último disco de estudio del grupo mexicano de pop Magneto, lanzado el 6 de diciembre de 1994 por Sony Music México. Fue grabado en los Estudios TRAK, y en los Estudios Musigrama, Madrid, España.
Este trabajo significó la inclusión formal  de Tono Beltramena quien reemplazo a Charlie quien salió de la agrupación pasados los festejos por el décimo aniversario. También marcó el cierre de una etapa significativa en la carrera de la banda, ya que fue el último álbum de estudio de la banda durante los años 90.

### El nuevo sol: la participación de Magneto en el disco de Unicef México (1995)
En el año 1995 se publicó El nuevo sol, un disco con fines solidarios a favor de Unicef México. Magneto participó en esta producción junto a Lucero, Pandora y Cecilia Toussaint. Esta producción fue acompañada por el Coro de México, la Sección infantil del coro de México y la Orquesta Sinfónica De La Sociedad Filarmónica De Conciertos. 
Esta producción entró en estudios en el año 1994, en un momento muy especial. La salida de Charlie del quinteto. Por ello, Magneto, por primera vez en su historia, grabó voces como un cuarteto, con la alineación de Elías, Mauri, Alex y Alan, ya que todavía no se había incorporado Tono, quien fue el reemplazo de quien dejó la agrupación. 
En esta producción de 11 canciones, que solo se publicó en formato CD, Magneto interpretó las canciones Los colores de la niñez, Esta vez decides tú, y participa junto a  Lucero, Pandora y Cecilia Toussaint en la canción Habrá que unir.

## Álbumes
- 1983, Déjalo que gire
- 1986, Tremendo
- 1987, Todo está muy bien
- 1989, 40 grados
- 1991, Vuela, vuela
- 1992, Cambiando el destino
- 1993, Más
- 1994, Tu libertad
- 1996, Siempre
- 2001, XMagneto
- 2017, Únete a la fiesta
- 2019, 90s Pop Tour, Vol.3
- 2022, 90's Pop Tour 4
- 2024, 90's Pop Tour 5 Arena 20

## Sencillos
Del álbum 90's Pop Tour 4 (2022)
- Sugar Sugar / Mira, Mira, Mira (En Vivo) (con JNS) (2022)

Del álbum X-Magneto (2001)
- Una y otra vez (2001)

Del álbum Siempre (1996)
- A corazón abierto (1995)
- No sé decir adiós (1996)
- Corazón perfecto (1996)
- Obsesión (1996)

Del álbum Tu Libertad (1994)
- Tu libertad (1994)
- Malherido (1994)
- Por nada del mundo (1995)
- Eva María (1995)
- Siempre cerca de mí (1995)
- Mentira para dos (1995)
- Yo seré de ti (1995)

Del álbum Más (1993)
- Cambiando el destino (1992)
- Sugar, Sugar (1993)
- Angie (1993)
- Mi amada (1993)
- Por primera vez (1993)
- Cómo pega el son (1993)
- Que sensación (1994)
- Sueño por sueño (1994)

Del álbum Cambiando el Destino (1992)
- Cambiando el destino (1992)

Del álbum Vuela, vuela (1991)
- Vuela, vuela  (1991)
- Mira, mira, mira (1991)
- La puerta del colegio (1992)
- Déjame estar a tu lado (1992)
- Para siempre  (1992)
- Reza por mí (1992)

Del álbum 40 grados (1989)
- Tu mejor amigo (1989)
- Ven a mí (1989)
- Amor a mogollón (1989)
- 40 grados (1990)
- Obsesionado (1990)
- Las palabras (a dúo con Angélica Vale) (1990)

Del álbum Todo está muy bien (1987)
- Todo está muy bien (1987)
- Soy un soñador (1987)
- Mi clase de amor (1988)

Del álbum Tremendo (1986)
- Suena tremendo (1986)
- Adolescencia (1986)
- Un amigo es (1987)

Del álbum Déjalo que Gire (1983)
- Déjalo que gire (1983)

## Películas
- Cambiando el destino (1992)

## Premios
- 50 discos de oro (más de 17 millones y medio de copias)
- 7 discos de platino
- 1 disco de diamante
- Premio Eres por:
- Mejor Grupo Pop
- Mejor Álbum
- Mejor Video
- Mejor Película
- Premios TVyNovelas por Mejor Grupo
- Premio Galardón a los Grandes de la Música
- Premio Lo Nuestro
- La Antorcha de Viña del Mar
- Premios Eres por cinco premiaciones como "Mejor Grupo Pop" y nominaciones de "Mejor Disco", "Mejor video", "Mejor película", "Mejor canción" etc donde siempre quedaban en los primeros tres lugares.